# ハンセン病に関連した人物
本項ではハンセン病に関連した人物について扱う。

## ハンセン病政策に関わった人物
高松宮宣仁親王
高松宮宣仁親王（大正天皇の第3皇子（昭和天皇の弟））。戦前、戦中は海軍軍人であった。戦後は兄宮昭和天皇を間接的に助けようとする気持ちが強く、東京裁判関係者を招いてカモ狩りなどの宴会などをした。皇室の伝統がない外国人も喜んだとある。また、その他に福祉の宮としても有名である。藤野豊はGHQのクロフォード・サムス准将が天皇家の代表として高松宮を福祉関係に活用したという証言を引用している。高松宮は1947年楽泉園を訪れた際に消毒服に着替えず、背広のままで園内を見学し、準備したコースを無視して病室に入り、入所者と直接話したり、重監房の中にも立ち入り、園当局をあわてさせている。同年、多磨全生園では園長に紅波の副作用を質問している。翌年、星塚敬愛園でも、大島青松園でも予防着なしで入園者と気さくに面接している。後年は園の指示するコースを歩いた。藤楓協会の初代総裁となり、全国の療養所を回った。
光田健輔
光田健輔(1876-1964)山口県生れ。済生学舎をへて医術開業試験に合格。東京大学で病理を専攻中、ハンセン病に興味をもつ。東京市養育院でらいの病室「回春病室」を作る。全国の患者の状態を研究した。明治42年全生園医長、その後院長となる。ハンセン病政策に関して指導的立場にたち、隔離政策（彼の沖縄離島案は否決された）、ワゼクトミーを推進、昭和5年、国立療養所長島愛生園初代園長となった。研究面でも業績が多く、本人は病理学者と思っているが、免疫学的方面も「光田反応」を発見、1923年のストラスブルクの国際学会で、副会頭にもなり、その反応を発表している。戦後「らい医学」における功績で文化勲章受章。その5日後、昭和26年11月8日参議院で、隔離政策の強化を主張、非難を浴びた。プロミンが有効となっても、隔離政策を主張した。療養所内では風紀が乱れ望まれない妊娠が多発し管理者を悩ませていた。これに対しキリスト教系の療養所が収容者に対して徹底した禁欲を強制したのに対し、光田は男女の情愛を力を以て禁ずることには反対で、断種手術を条件に結婚を認めるという妥協策を採用した。皮肉なことにこの温情が後に光田に対する倫理的批判を招くことになった。
宮崎松記
宮崎松記(1900-1970) 熊本県八代市生まれ。
第五高等学校学生時代、リデルの回春病院にいきハンセン病に興味をもつ。京都帝大をへて大阪赤十字病院外科部長。昭和9年九州療養所所長。本妙寺事件、龍田寮事件などに関与した。昭和26年の参議院において、隔離政策の強化を主張。のちに発言を取り消したが、菊池恵楓園の入所者数は彼が辞職して初めて減少に転じた。学問的には、戦争とらいを研究し、戦争中らいを発病した場合は、結核を発病したと同様な取扱いとさせた。菊池恵楓園を拡大し、らい研究所の分室をつくったが、あまり予算をとったので他から憎まれた。昭和33年、恵楓園退職。その後、JALMA Japan Leprosy Mission of Asiaを設立、インドのアグラにらいセンターを作り、援助活動をした。日本航空ニューデリー墜落事故で乗客として同機に搭乗しており、客死した。
小笠原登
小笠原登 (1888-1970): ハンセン病の先覚者。京都大学卒業。京都帝国大学医学部皮膚科特別研究施設助教授であった。寺院の出身で、そこでもハンセン病を見ていたが感染することはなかったという。らい体質病説を昭和5年頃から唱えた。ハンセン病を大学外来で治療し、隔離主義に反対した。昭和16年12月、ハンセン病は恐るべき伝染病で、根こそぎ隔離すべきであるとする付和雷同の学会員から異端の説として袋だたきにあった。彼は当時くる病体質と関係あるだろうと考えていた。その後奄美和光園で漢方を研究した
周防正季
周防正季(1885-1942) 明治18年（1885年）滋賀県生まれ。愛知県立医学専門学校卒業。県立岡崎病院、内務省防疫官補を経て開業した。のち韓国にわたり、警察部衛生課長になり、麻薬中毒撲滅に没頭。京城大学でモルフィネの研究で博士号を取得した。昭和8年小鹿島更生園院長に就任した。昭和14年には収容人数6000名の大療養所（小鹿島更生園）を完成した。昭和15年、日本癩学会総会を主催した。入所者に対する日本の習慣の押し付け（神社参拝）、患者待遇の悪化、食料の欠乏、日本の植民地支配への反感などがあり、昭和17年6月20日、患者から刺殺された（小鹿島更生園園長刺殺事件）。勅任官刺殺事件として注目を浴びた。勲三等に叙勲され、皇太后より祭祀料が下賜された。
貞明皇后
貞明皇后(1884-1951) 救癩事業に尽くしたことで有名。内務大臣安達謙蔵は貞明皇后に救癩事業への援助を願い出て、昭和5年11月10日、御手元金24万8000円が下賜された。これが最初というわけでなく、皇后はハンナ・リデルの回春病院にも多額の寄付を行っており、1916年には年6000円、それ以降毎年3000円の寄付をおこなっている。また、神山復生病院のレゼー神父が就任直後、病院経営が難しくなった時に、経済援助をした。
「つれづれの友となりてもなぐさめよ ゆきことかたきわれにかはりて」という皇后の歌が彫られた石碑をもつ歌碑公園が全国の療養所に作られた（除九州療養所:ただし屏風がある。）この文献に、ハンセン病に興味を持たれたのは大正3年の養蚕に興味を持たれた後、と記載してある。また、昭和23年6月8日埼玉県蚕糸業視察の時、全生園正面を通過したさいに在園者役員および代表が迎えた。各園長の話をよく聞かれ、林芳信は1時間半に達したと記述している。
犀川一夫
犀川一夫 (1918-2007): 1944年―60年国立療養所長島愛生園勤務。プロミンを使った最初の医師達の一人であった。隔離主義に関し、恩師光田健輔に反抗し、1960年-64年台湾麻瘋協会に勤務。1964年-70年WHO西太平洋地区らい専門官、1970-72年琉球政府らい専門官及沖縄愛楽園長。1972年―87年国立療養所沖縄愛楽園長。復帰に伴って患者の強制隔離を定めたらい予防法が適用されるのに反対し、沖縄だけは在宅治療を続けることを国に認めさせた。01年患者側が全面勝訴したハンセン病国賠訴訟で、元患者側の証人として出廷し、国の政策を批判する証言をした。2007年没。
大谷藤郎
大谷藤郎(1924-2010): 大正13年滋賀県に生まれる。昭和27年京都大学医学部卒業、昭和34年 厚生省に入り、厚生大臣官房審議官、公衆衛生局長、医務局長を歴任。その間、ハンセン病や精神障害者などの人権回復に尽力。退官後も精神障害者の地域社会復帰運動など、疾病障害差別の人権運動にかかわる。特にらい予防法の廃止運動に先鞭をつけ、流れを加速したことに功績がある。先輩小笠原登を詳しく紹介した。平成5年レオン・ベルナール賞を受賞。『現代のスティグマ』『らい予防法廃止の歴史』など、著書多数。国立ハンセン病資料館名誉館長を勤めた。2010年12月7日没。

## ハンセン病患者救済に尽力した人物
後藤昌文・後藤昌直父子
後藤昌文は明治時代のハンセン病治療医。文政8，9年頃出生。大風子油を主成分とする清血煉を開発、温熱療法も使った。1871年11月新宿に私立の療養所起廃院を開院。1871年東京府知事から治療研究を依頼され一時は公費で治療した。1881年ハワイ国王に父子で謁見した。
後藤昌直は明治時代のハンセン病治療医。初代後藤昌文の長男であり、二代目後藤昌文とも称される。父に師事しハンセン病患者の治療に一生を尽くした。
隔離政策が主であったハンセン病を、外来・通院治療で治癒に導いたこと、難病自療などの著作・講演でわかりやすく患者向けに啓発活動を行い治癒する病気であることを説いたこと、また明治時代にハワイ政府に招聘され、ダミアン神父を初めとする海外患者の治療を行い高い評価を得ていたこと、全国の門下生に指導を行い全国各地に治療院を開設したこと、貧しい患者に無料で治療を行っていたことなど、日本のハンセン病歴史上特筆すべき存在であった。

テストウイード
テストウイード(1849-1891) Germain Leger Testvuideフランスの神学校を終えパリの外国宣教会神学校に学んで明治6年に来日、明治20年静岡県御殿場地方を伝道中、ある水車小屋で30歳くらいの女性のらい患者を発見、同地方に一軒の家を買い最初は6名を収容、明治22年現在の神山に復生病院を創立、のち病をえて明治24年に死去。3代目院長ベルトランは復生病院の基礎を築いた。
ハンナ・リデル
ハンナ・リデル(1855-1932) Hannah Riddellは、1855年、ロンドン郊外バーネットに生まれた。両親に連れ子がある複雑な家庭で、父親は以前外国にも出かけていた兵士である。経済的にも苦労し、母親とともに一般教養や色々の資格を与える各種学校を南ウエールズで経営したが、行き詰まり破産した。生活を立て直そうと教会(CMS)に入り、両親の死後、35歳時伝道のために日本を訪れる。1891年に本妙寺でハンセン病患者をみてショックを受ける。その年の12月教会本部に手紙を書いた。彼女は新しい組織をつくることに興味があり、権力のある人に接近することに努めた。教会によりハンセン病病院を作る目的で力量を発揮した。当然組織のトップと交渉するので、中間管理職のブランドラム師は、板ばさみとなり、精神異常を起こして、死亡に至った。リデルは教会組織にたくさん敵を作ったので、教会から離れて回春病院を経営せざるを得なかった。衣装も着飾り、上京すれば帝国ホテルに宿泊し、夏は軽井沢で避暑をする。いろいろ贅沢をするが、寄付を受ける作戦と主張し意見を変えない。結果的には驚くべく多数の全世界の金持ちから寄付を受けている。日本においては、実業家、政治家、はては皇族も会えるようになる。リデルは性的なことには潔癖で、回春病院内では療養者に対して徹底した禁欲を強制し、男女が言葉を交わすのも禁じ、挙句の果ては療養者が雌雄のカナリアを同じ籠で飼うことさえ禁止したとされる。沖縄の患者への助力を考え青木恵哉を派遣した。またらい研究所を作ったが、これは日本初である。
エダ・ハンナ・ライト
エダ・ハンナ・ライト( Ada Hannah Wright,　1870 - 1950) - ハンナ・リデルの姪で、彼女が創設したハンセン病療養所回春病院の後継の院長を勤めた。回春病院は1941年に解散させられ、彼女はオーストラリアに亡命した。1948年来日して熊本で晩年を過ごした。
ケート・ヤングマン
ケート・ヤングマン（Kate M. Youngman, 1841年12月17日 - 1910年9月29日）は、アメリカ合衆国の宣教師。来日して1894年にハンセン病施設「目黒慰廃園」を設立した。
コンウォール・リー
コンウォール・リー(1857-1941) Mary Helena Cornwall Legh（以前 Mary Helena Cornwall-Leihとあったが本家のHPなどにより訂正）イギリスのカンタベリー市で、インド駐屯軍・陸軍大佐の長女として生まれた。本家は男爵である名門である。聖アンドリウス大学で教育学、経済学、言語学、英文学を専攻した。母の死後、相続した莫大な財産と自己の余生を人類の奉仕に役立てようと、日本を選び、明治41年、51歳で日本聖公会の宣教師として来日、リデルや慰廃園のハンセン病救済活動を見学、草津に赴き湯の沢で聖バルナバ(St.Barnaba)医院をはじめ、18ホーム、1教会、1小学校、1保育園を開設し、患者とその子弟の救済、とくに養育に尽くした。昭和16年84歳で永眠。
ゴードン・アレキサンダー・ライリー
ゴードン・アレキサンダー・ライリー　(Gordon Alexander Ryrie)　イギリス出身の医師。1928年よりマレーシア連邦最大のスンゲイブロー療養所の院長を務める。日本軍の捕虜になりシンガポールのチャンギ収容所に入所して健康を害し、後イギリスに帰国。美しいらい療養所の紙幣を作ったが、検査して菌がないことを確認後、1938年に燃やしてしまった。現在療養所に銅像がある。
綱脇龍妙
綱脇龍妙(1876-1970) 明治39年日蓮宗僧侶綱脇龍妙は身延山に参拝したおり、らい患者が悲惨なる生活をしているのを目撃、時の身延山法主の許可を得て河原より13名を収容、身延深敬（じんきょう）病院を作った。彼は全国を勧進し、費用を獲得し、十万一厘講を組織した。大正9年財団法人となる。昭和9年から17年福岡県に分院をつくるも、軍の結核施設として譲った。昭和45年、95歳でなくなる。深敬園は平成4年廃止。
石館守三
石館守三(1901-1996)（いしだて もりぞう、1901年1月24日 - 1996年7月18日）は日本の薬学者、薬理学者。日本の薬学界のパイオニア。ハンセン病治療薬「プロミン」を合成し、多くのハンセン病患者を救った。東京大学薬学部初代学部長、名誉教授、薬学博士。
岡村平兵衛
岡村平兵衛(1852-1934) プロミン以前の治癩薬、大風子油は泉州堺の岡村製薬所のものが品質が優れ、広く用いられた。1852年生まれ。明治21年、行き倒れ癩患者を救い、自宅で救済した人は千数百人に達した。明治34年自宅での救済は中止した。昭和19年、原料の輸入がとまり、プロミンが使われるようになって大風子時代は終了した。身長188センチ、素人相撲の大関を張り、剣は免許皆伝で、堺では有名人であった。1934年没。享年82。
村田正太
村田正太（むらたまさたか、1884-1974）。日本の医師、医学研究者。梅毒血清反応「村田法」の創始者。ハンセン病研究者。エスペランティスト。1926年から1933年大阪府外島保養院院長。外島事件で、辞任。患者を一人の人間として対等に「キミ」と呼び、遇したのは当時としてはたいへん珍しい。その後職に就かず、神奈川県二宮町で個人的研究生活に入る。
小川正子
小川正子(1902-1943): 協議離婚後（相手は後に衆議院議長、大臣になる）、東京女子医学専門学校入学。卒業間際に光田健輔の全生病院に就職を希望、定員がなく断られた。1932年、長島愛生園医務嘱託、33年医官発令。在宅患者の収容にいく。1937年結核発病。38年「小島の春、ある女医の手記」を出版。41年退職。43年永眠。1991年、小川正子記念館開館。当時の在宅患者の悲惨な状況、周辺の人々や収容の状況が記述された記録文学である。映画化で、多くの人の感動を呼んだが、それは彼女が嫌うところであった。また、太田正雄（木下杢太郎）は「小島の春」の文学的価値に限って高く評価し、「あれだけ感動させる力のあるのは事実の描写というものの他に作者のシンセリティ（誠実さ）と文学的素養があるからで、特殊性という付加物なしにも本当の文学だと思う。もうひとつは叙景がすばらしい。」と言っている。しかし映画を見てからライ根絶の最良策はその化学療法にあると批判した。
松田ナミ
松田ナミ（1904年 - 1995年11月14日）ら、戦前、戦中にかけ、女医がらい医療にたずさわった記録がある。古くは服部ケサ、田中逸野、西原ツボミ、松田ナミ、小川正子、神谷美恵子、小原安喜子を含め33名の記録である。多くは東京女子医大かその前身の卒業生である。松田ナミは、郷里八代に近い九州療養所に勤務したが、誘われるまま、辞表を出して沖縄愛楽園に転勤した。その療養所では男性は殆ど応召してしまっていた。三上婦長(三上千代)を中心に7名の白衣の天使群はまるで戦場における7名の武士のように勇敢に最後まで踏み止まって職務を遂行した。白兵戦もあった戦い、戦後のことも記載がある。現在でも女医は重要な任務についているが、戦争時は男性がいなかったため貴重であった。松田ナミは当時医局長。
ゼローム・ルカゼウスキー
ゼローム・ルカゼウスキー（JeromeLukaszewski）(1922-2003):カトリック宣教師 。アメリカコネチカット州ニューヘヴンで生まれる。ポーランド系アメリカ人。和光園松原若安（じょあん）事務長や先任のパトリック神父の努力で、和光園で生まれた子供たちの養育に努力。「子供の家」、引き続き、「名瀬天使園」を創設した。「南日本文化賞」を受賞。らい予防法廃止時、感謝の集いが世話を受けた人ともども開かれた
青木恵哉
青木恵哉(1893-1969)　1893年、徳島県で生まれた。16歳でハンセン病を発病、23歳大島療養所に入所。2年後に洗礼を受けた。のち回春病院に転院。1927年、回春病院のハンナ・リデルから、らい者への伝道のために沖縄に派遣された。昭和5年、伝道の中心は屋部にうつった。昭和10年焼討事件にあい、無人島に移った。洞窟とテントにより40人が生活した。その後屋我地島済井出に移り、昭和12年MTL相談所が出来、翌年国頭愛楽園ができた。青木は戦後も伝道を行い、昭和44年老衰のため地上の生を終えた。
井深八重
井深八重(いぶかやえ1897年10月23日-1989年5月15日)日本の看護婦。台北市で出生。同志社女学校専門部英文科卒業。長崎で英語教師。大正8年ハンセン病と診断され神山復生病院に入院。誤診とわかったが、当時のレゼー院長の献身ぶりに接し、神父を助けることを決心。速成科の看護婦になり同病院に就職。戦後の困難な時期を乗り切り、戦後は日本カトリック看護協会を設立、初代会長として貢献。神山復生病院創立100周年の前日に亡くなり、藤楓協会総裁表彰を受ける。父は国会議員の井深彦三郎。叔父は明治学院学院長だった井深梶之助。ソニーの創始者井深大とは遠縁にあたる。遠藤周作の『わたしが・棄てた・女』のヒロインのモデルでもある。
石渡こと
石渡こと(1874-1947)東京市で出生。1902年より光田健輔の「回春病室」の看護婦。光田をよく補助した。1909年全生病院首席看護婦、1924年初代看護婦長。全生病院では、 風呂場外科、という言葉もある。石渡婦長は、光田健輔と相談して、船のようなものに下に車がついていて、寝ながら入浴できるものを風呂場に持ち込んできてそれに患者を入れて体を洗ったという。　1936年退職。1947年没。男勝りで頑固な面もあったが、愛情深く、侠気なところもあり、また治療は光田直伝で評判がよかった。看護婦全体および、若い医師の面倒もみた。「神山復生病院120年の歩み」に2枚の写真と署名がでている。署名によると石渡こと（こは「古」をくずした字）と書いていた。また、林文雄は著書、天の墓標のなかで、特に1章を設け、「石渡婦長さんに感謝す」を設け、人となりを褒めている。彼女は自腹を切って人の食事の面倒をみられたという。
三上千代
三上千代(1891-1978) 山形市で出生。1916年全生病院看護婦。17年草津に行きコンウオール・リーの救らい事業に参加。1924年女医服部ケサと共に鈴蘭病院を開設、服部の死亡により、全生に帰る。1925年再び草津へ。1933年全生へ、1939年国頭愛楽園婦長。戦争で苦労する。1946年全生へ。1953年退職。日本MTL理事。1957年ナイチンゲール賞を授与される。同年黄綬褒章。勲4等瑞宝章。1978年永眠。
河村正之
河村正之（1878-1933） 九州療養所初代所長。医師としては日本で最初の公立ハンセン病療養所長。温厚篤実で文筆に親しむ。患者にも慕われたが熊本県杖立温泉にて急逝。在職1909年4月-1933年7月。
中條資俊
中條資俊:ちゅうじょう すけとし、明治5年11月7日（1872年12月7日） - 昭和22年（1947年）3月1日は日本の医師、ハンセン病研究者、北部保養院（国立療養所松丘保養園）院長、園長を1909年から1947迄勤める。治療法の開発に熱心でテレピン油製剤を熱心に研究した。
林文雄
林文雄(はやしふみお 1900-1947)日本の医師、全生病院、（国立療養所多磨全生園）,国立療養所長島愛生園,国立療養所星塚敬愛園(園長),国立療養所大島青松園(園長)を勤めた。特に光田健輔を助け、光田反応を完成させた。
高島重孝
高島重孝たかしましげたか(1907-1985)は日本の医師。ハンセン病治療に貢献した。国立療養所栗生楽泉園、東北新生園、国立駿河療養所(所長)、長島愛生園（園長）に勤務した。長島愛生園と本土を結ぶ、長島架橋に努力した。
家坂幸三郎
家坂幸三郎家坂幸三郎（いえさかこうさぶろう1878-1952）は日本の医師。ハンセン病療養所国立療養所宮古南静園、国立療養所沖縄愛楽園所長を勤めた。クリスチャンで、現在でも宮古南静園に教会がある甦生会（よみがえりのかい）を結成した。
三宅俊輔
三宅俊輔1854年島根県の生。1874年上京。桑田衡平の家塾、ベルツの指導をえて、1878年内務省医師開業免状をえる。故郷に近い津和野で開業、1890年山口に移動。1893年長崎へ、翌年谷山（鹿児島県）や指宿へ。伝道師としても活躍。1897年リデルに招かれ回春病院に医師として赴任。30年その職にあった。リデルは病院に週2回しかこなかったが、彼が病院をまかせられていた。たいへん真面目な性格で、時には、リデルと患者の間に入って、患者を守り、皆から信頼されていた。1926年没。
上川豊
上川豊（かみかわ ゆたか、1892年 - 没年不詳）上川豊は日本の医師。ハンセン病の治療、研究に従事し、国立療養所菊池恵楓園、台湾総督府楽生院（初代院長）、国立療養所東北新生園（2代目園長）で勤務した。大風子油を研究し、東北新生園時代は社会復帰農園を作った。
岩下壮一
岩下壮一 (いわしたそういち、1889年 - 1940年) カトリック司祭・哲学者。東京帝国大学（現・東京大学）哲学科を卒業後、欧米に留学をしており、教授を嘱望されたが、生涯をカトリックの一司祭として、司牧、宣教、学究、ハンセン病患者の福祉などに尽力した（1930年 ハンセン病療養所神山復生病院6代目院長）。
中村哲
中村哲 (医師)（なかむら てつ、1946年9月15日 - 2019年12月4日）は、福岡県福岡市出身の日本の医師。 ペシャワール会医療サービス（PMS）総院長。西南学院中学校、福岡県立福岡高等学校、九州大学医学部卒業。国内病院勤務ののち、1984年、パキスタン北西辺境州の州都ペシャーワルに赴任。以来、20年以上にわたってハンセン病を中心とする医療活動に従事。
早田晧
早田晧 (はやた　ひろし、1903年12月 - 1985年8月19日没)　ハンセン病患者を治療した医師。縁戚にあたる綱脇龍妙に説得され、金沢医大を卒業。ハンセン病施設である福岡の身延深敬病院分院に勤務。九州大学で研究。長島愛生園で光田健輔の弟子となる。昭和19年すでに戦場になりそうな、沖縄愛楽園の園長になり、患者を戦災から守るのに苦労をする。戦争直後であるが、爆撃を受けた跡地で病理解剖をしていた写真を米軍が撮影した。1946年　多磨全生園に転任、1948年三島の保健所にうつる。1950年三島市で開業、時々身延深敬病院で患者の診察をした。
- 屋我地島のドン・キホーテ上巻
- 屋我地島のドン・キホーテ下巻

野島 泰治
野島泰治（のじま たいじ、1896年11月10日 - 1970年3月3日）は日本の医師。ハンセン病の治療に当たり、大島青松園勤務41年（うち園長36年）勤める。『祈る らい医師の海外紀行』と 随筆集 『らいと梅干と憲兵』（1971年、野島泰治先生記念会） 終戦直後、海軍より車の提供を受けた野島が使用していたところ、陸軍の憲兵から理不尽にも監禁され体罰をうけたが、それでも死なないでよかったと述べている。

## 研究者・その他の人物
アルマウェル・ハンセン
アルマウェル・ハンセン（Gerhard Henrick Armauer Hansen、1841年7月29日 - 1912年2月12日）はらい菌の発見で知られるノルウェーの医師。ハンセン病は彼の名に因む。ベルゲンで生まれ、王立フレデリーク大学（現在のオスロ大学）で医学を学び、1866年学位を取得した。専門家であったダニエル・コルネリウス・ダニエルセンと共に研究を進めた。1873年、全ての患者かららい菌を発見したことを発表したが、支持は得られなかった。1879年彼はアルバート･ナイサーに組織標本を与えた。ナイサーは菌を染色することに成功し、1880年病原性生物を発見したと発表した。彼との間に対立もあったが、結局ハンセンの発見が公認された。
エルヴィン・フォン・ベルツ
エルヴィン・フォン・ベルツ　(1849-1913):ドイツ出身。東京大学医学部内科教授。明治9年来日。明治11年以降たびたび草津温泉を訪れ、草津温泉の治療効果に注目、草津温泉を世界に伝えた。らいの研究についても、結節らいの治療せる1例（1884年）、らいの学説について（1885年）を書いた。草津温泉には、彼を称えて胸像がある。

Guy Henry Faget ガイ・ヘンリィ・ファジェット
米国カーヴィル療養所の病院長(director,1940-1947)で、プロミンのハンセン病に対する有効性を発見した。1947年に心臓病で亡くなり、没後の1958年に東京の国際らい学会と、1984年のカーヴィル百年祭でも表彰された。なお、The Starの初代編集長によると、健康を害したあと事故でなくなったことを示唆している。
- ガイ ヘンリィ ファジェット英文

Sister Hilary Ross
米国カーヴィル療養所の薬剤師、検査技師、研究生化学者(research biochemist), Fagetとの共著を含め46編の論文を書いた。特にスルホン剤の尿中、血中濃度を測定し、使用法の決定、その他広くハンセン病学に貢献し、色々な学会に出席し、1958年にはDamien-Dutton 賞、President's Medal（女性では初）を与えられた。患者にも慕われ、「カーヴィルの奇蹟」のBetty Martinに検査技術を教えた。
Eduart Arning
Eduart Arning. ブレスラウ（現ポーランド）のアルベルト　ナイセル（ハンセンとらい発見を争ったドイツの皮膚科医、細菌学者。1879年、淋病の病原体を発見。1906年、ワッセルマンらと共同で「梅毒血清診断法」＝『「ワッセルマン反応」を考案した）の弟子。ハワイのやり手の首相に招かれらいの生体実験をした。またダミアン神父のハンセン病を診断した。法律で許可され死刑囚にらい腫を植えた、3年後に発病、8年後に死亡したが、後から死刑囚の親族にハンセン病が多発していることがわかり、その意義は認められなくなった。
村田茂助
村田茂助は、ハンセン病の反応で有名な癩性結節性紅斑Erythema nodosum leprosum ENL（俗に熱コブ）を世界に先駆けて研究、命名した。全生園の外科医師で、光田健輔と同時代の研究家、彼との共著もある。しかし早く開業に転じた。

石館守三（いしだてもりぞう）
石館守三（1901-1996）はハンセン病治療薬であるプロミンの合成を日本ではじめて成功した。東大医学部薬学科で研究した。

ウイリアム・ジョップリング
ウイリアム・ジョップリング William Joplingはハンセン病の分類で有名である。ロンドン大学卒。戦前はハンセン病にも興味があったようであるがアフリカで内科・産婦人科を担当、戦時中は軍医であった。戦後の1947年、36歳の時にロンドンに帰り、大学院で熱帯医学を専攻した。その後、1950年に戦後ロンドン郊外の古城につくられたハンセン病病院Jordan病院の住み込み院長となり、そこで病理医のRidleyと共にRidley-Jopling分類を完成した。1962年にはらい反応も研究した。Joplingのエピソードとして「1950年代の初めにErythema nodosum leprosumの命名者が知りたくて尋ねてまわり、東京からの客人によりそれは村田茂助であるとわかった」ということがある。Joplingは一人で書かれた教科書Handbook of Leprosyでも有名で、この教科書は5版を数える。その他、Leprosy stigmaについての論文やThe Starに自叙伝も書いた。
増田勇
増田勇 (1872-1945)はハンセン病先覚者である。東京済生学舎卒業。青森県で開業したが、自力でハンセン病治療法を研究した。ある程度成績がでたので、医学会に患者同席で発表した。明治39年に、横浜の乞食谷戸の近くに転居、らいを研究した。明治40年のらい予防法に反発、批判の書「らい病と社会問題」を書くも、政府の反発を買い、現在国立国会図書館に1冊しか残っていない。なお、国立ハンセン病資料館にコピー本がある。らいは怖い病気でもなんでもなく、研究すれば治癒する病気であると考えていた。その後、浅草に病院を移し、花柳病専門医となった。患者の写真を撮影し、リデルに贈った記録も残っている。東京大空襲で死亡した。
- らい病と社会問題

太田正雄
太田正雄（木下杢太郎、1885-1945）はハンセン病研究家。文学者。東北大皮膚科教授、東京大学皮膚科教授。同大学伝染病研究所らい研究部長。らい菌の培養並びに動物接種実験を行う。療養所の医師と病型分類など多少意見の違いがあったが、よく耳を傾けられ、光田反応を認め、国際らい学会雑誌を発行させたというエピソードがある。文学者としても高名で、全生園開園30周年記念山桜誌の創作の選者となる。らいの治療法を目指して研究していたが、プロミン開発を知ることなく1945年没。なお、皮膚科領域では太田母斑で世界的に有名である。

- 太田正雄（英文）

神谷美恵子
神谷美恵子（かみや みえこ、1914年1月12日 - 1979年10月22日）はハンセン病患者の治療に生涯を捧げたことで知られる女性精神科医で哲学書の翻訳でも著名。「戦時中の東大大学病院精神科を支えた3人の医師の内の一人」、「戦後にGHQと文部省の折衝を一手に引き受けていた」、「美智子皇后の相談役」などの逸話で知られている。語学の素養と文学の愛好に由来する深い教養を身につけており、自身の優しさと相まって接する人々に大きな影響を与えた。著書の『生きがいについて』 は初版刊行から40年が過ぎても読者に強い感銘を与えている。
田尻敢
田尻敢（たじり　いさむ、博士論文データベースによる、文献によってはひろし）、(1902-1966)は日本の医師、ハンセン病の医師で国立療養所長島愛生園、国立療養所菊池恵楓園（ここでは園長）、国立療養所多磨全生園 などで患者を治療し、ハンセン病を研究した。acute infiltration of leprosyを発表した。
内田守
内田守（短歌の場合内田守人）(1900-1982)うちだまもる、うちだもりと。九州療養所、長島愛生園、松丘保養園で医師として働いた。医学博士、眼科医、ハンセン病研究家、ハンセン病療養所入所者、刑務所受刑者に短歌の指導を行い多くの短歌集を編集した。ハンセン病文学全集8 短歌には冒頭に1926年　1929年の檜の影の編集者として記載されている。った。終戦前健康を害し後回復し、戦後は開業、熊本短大教授となり、社会福祉を研究、講義した。広範な事象に興味があり、著書論文が多く、実行力があり、余りにも活動が盛んで「内田公害」とも言われた。資料は熊本県立図書館に内田文庫として寄贈した。
多田景義
多田景義（ただ かげよし、? - 1950年12月26日）は日本の医師。韓国の小鹿島更生園、宮古療養所（後の国立療養所宮古南静園）、国立療養所菊池恵楓園に勤務した。1938年-1945年の宮古南静園園長時代、入園者を厳しく取り締まった。戦時中官舎が焼け幹部と共に陸軍の壕に隠れる。入園者は園を離れ、1945年に戦災、マラリア、餓えで110名が死亡した。戦後は菊池恵楓園に勤務。
杉村春三
杉村春三(すぎむら　しゅんぞう1910-1994)は在学時代からハンセン病のフィールドワークを始め、九州大学で学び、国立療養所星塚敬愛園、満州国立らい療養所同康院、リデル・ライト記念養老院などで働き、『らいと社会福祉』の研究をまた、老人の福祉についても研究した。
池尻愼一
池尻愼一(いけじりしんいち1908-1945) ハンセン病を専門とした医師で、作家でもある。ハンセン病に関してのエッセイ「傷める葦」は1年以内に30版を重ねた。応召し1945年1月ジャワで戦死した。ペンネーム邑楽愼一（おおらしんいち）。
保田耕
保田耕（やすだ こう、1907年 - 1943年9月7日）は、日本の眼科医。外島保養院と邑久光明園というハンセン病療養所に勤務し、初代奄美和光園園長が発令されたが、応召し、中国で戦病死した。
今田虎次郎
今田虎次郎(いまだとらじろう,1859-1940)、大阪府曽根崎警察署長の後に初代のハンセン病療養所外島保養院院長を1909年から、1925年まで勤めた。患者の自治を認めた。
菅井 竹吉
菅井竹吉（すがい たけきち、1871年 - 1944年）は、ハンセン病療養所外島保養院の初代医長。光田健輔と同様、済生学舎出身であるが、光田同様、ハンセン病を精力的に研究した。
飛松甚吾
飛松甚吾（とびまつじんご、 1883-1945）は、熊本のハンナ・リデルとその後継者ライトのハンセン病病院の回春病院の事務長を務めた。(1915-1945)。英語がうまく、リデルの手足となって活躍した。回春病院はイギリス系の病院であるので、太平洋戦争前に特高警察の拘束を受け、そのために健康を害し1945年に没した。
宮川量
宮川量(みやがわはかる,1905-1949)。千葉県立高等園芸学校卒業。全生病院国立療養所多磨全生園,国立療養所長島愛生園勤務。沖縄県の国立療養所沖縄愛楽園（初代事務長）勤務、国立療養所星塚敬愛園勤務。園内の緑化に尽し、ハンセン病の歴史などを研究した。
第1回、第2回、第3回国際らい会議、ローマ会議に出席した日本人
第1回国際らい会議に出席した日本代表は土肥慶蔵、高木友枝。北里柴三郎は第1回会議には論文を寄せた。明治42年の第2回会議には北里が出席。ハンセンの横に座った写真がある。第3回は光田健輔と佐藤秀三。2列目中央に光田が写った写真がある。光田は7人いる名誉副会頭の一人である。この時の大旅行の記録がある。1956年の国際らい会議（ローマ会議）の出席者は藤楓協会理事　浜野規矩雄、多磨全生園長　林芳信、青松園長　野島泰治である。
患者と結婚した職員
患者と事実上結婚して、それをオープンにしている人もいる。しかしここに述べる人の場合は特殊である。　数奇な運命のこの方は、満州で通州事件に遭い1937年7月29日、本人以外の家族全員が殺害された。父親は医師で、開業されていた。幸い、中国人看護婦の一人が、身をもって庇い、自分の子と言い張って難を逃れた。日本に戻り、親戚の家にいったが、気まずい生活であった。多磨全生園付属準看護学校に入った。ある患者と仲良くなった。どちらかといえば、看護婦の方が熱をあげたようである。（夫にあたる人はその母親から、たのむから死んでくれといわれたという）夫は自分から他園にいくことを希望し、看護婦とわかれることになるが、看護婦はついていったという。そこは綱脇龍妙師の病院であった。
入籍した人もおられる。
柳駿 (Joon Lew)
柳駿は、韓国の延世大学名誉教授であり、韓国におけるハンセン病指導者である。医学生時、徘徊するらい病患者にショックを受け、韓国（京城帝国大学）、日本（九州大学細菌学教室）、米国（カルフォルニア大学）でハンセン病を学んだ。医師になり最初に勤務したのは小鹿島更生園であった。1947年らい浮浪者の団体のボスを集め、物乞いをやめようと、希望村という運動を始めた。韓国動乱前には16もの希望村ができた。希望村運動は中央政府により新しい定着村運動となった。その他、柳駿医科学研究所理事長になり、ハンセン病関係の種々の役職を歴任した。一時は日本ハンセン病学会にも出席していた。
Kate Marsden
イギリスの看護婦・冒険家・旅人。彼女の生涯は1859-1931年。リデルより4年遅く生まれ、1年早く死んでいる。父親はロンドンの弁護士。8人兄弟の末っ子。たいへんおてんばであったという。父親が若死したので病院の見習看護婦になった。当時彼女はブルガリアの戦争にいく志願をしている。トルコと戦争をしたロシア人を介護したようであるが、これに関しては資料はおざなりである。イギリスに帰り正規の看護婦になり、婦長になる。ハンセン病のハワイの療養所に勤務したいと申し出、断られている。インドにいこうと考えていた時、ロシア赤十字から先の戦争で看護に功績があったと招待をうける。彼女はロンドンの宮殿で皇太子妃に拝謁、ロシアの女帝に親書を書いてもらい、旅に出る。エレサレム、コンスタンチノープル、現在のトビリシ（グルジアの首都）にいく。1890年11月。モスクワに到着。大主教とかトルストイ伯爵夫人の支援をとりつける。北東シベリアを目指したが、バイカル湖近くのイルクーツクで支援委員会を作った。（イルクーツクらい療養所を創設したようだ）その後の活躍も述べられているが、このプロジェクトに協力した人もいる。この旅行が真実であったのか、疑問、批判もある。
藤野豊
藤野豊 （ふじの ゆたか、1952年11月5日 - ）は、日本の歴史学者（専攻は日本近代史）、思想史家、前富山国際大学准教授を経て現在は]敬和学園大学人文学部教授。特にハンセン病の歴史を研究している。
湯浅洋
湯浅洋（ゆあさ よう、1926年7月10日 - 2016年9月7日）は、日本の医師（形成外科医）。笹川記念保健協力財団医療部長、のち常任理事、顧問。WHOハンセン病専門委員、国際ハンセン病学会学会長等を歴任。WHOが標準療法として採択し推進している多剤併用療法 (MDT, Multi-drug Therapy)に使用される3剤のブリスターパックを考案し、同療法の普及に大きく貢献した。また、WHOによるハンセン病の「制圧目標」の発案者でもある。2002年にハンセン病制圧への貢献に対して贈られるダミアン・ダットン賞を受賞した。

## ハンセン病を患った人物
ダミアン神父
ダミアン神父は、ベルギー人のカトリック司祭で、アメリカ合衆国ハワイ州モロカイ島でハンセン病患者たちの介護看護に生涯をささげ、自らもハンセン病を発病、命を落とした。1873年、許可を得てハワイのモロカイ島に渡り、ハンセン病患者の救済に尽力した。神父の活動は世界に報じられ、やがて救ライの使徒と呼ばれるようになった。1884年12月にダミアン神父はハンセン病(LL型)を発病した。このとき、癩菌発見に関わった細菌学者ナイセルの弟子の一人であり、当時ハワイでハンセン病の研究中だったアーニングがダミアン神父を診察した。当時はハンセン病に対する医学知識が乏しく、多くの医師が梅毒とハンセン病の区別がつかないばかりか、「梅毒はハンセン病の第4期」と考えていた学者さえいるほどであった。このためダミアン神父のハンセン病罹患の原因を「患者の女性と関係を持ったこと」であるという中傷さえ行われた。その後、ダミアン神父の発症原因については多くの研究が行われたが、そのうちの一人であるジョプリングはダミアン神父が発病したのは患者の世話などでらい菌に対する露出が濃厚であったことと、体質的に発病しやすいタイプであったと考えられると発表している。
ダミアン神父は1995年福者に、2009年、聖者となった。（列聖）

スタンレー・スタイン
スタンレー・スタイン。(Stanley Stein, 1900,6 - 1967,12)　本名シドニー・モーリス、レヴィソン、米国テキサス出身の薬剤師。21歳の時にハンセン病と診断され1931年3月カーヴィル国立療養所に入所。1931年5月　個人雑誌Sixty Six Starを発行。教会を攻撃して廃刊。失明。1944年6月1日、丁度ハンセン病に有効なプロミンができた時期に、ハンセン病への誤解偏見を解くべく雑誌The Starを発刊、編集長につく。1967年12月没。Alone No Longerの著者。なお、The Starは2001年まで続いた。
ベティ・マーティン
ベティ・マーティン(Betty Martin), 本名　エドウィナ、メイヤー。『カーヴィルの奇蹟』の著者。プロミンなど化学療法により健康を回復し、患者の夫と暮らし、90代まで生きた。本はReader's Digestに要約して発表された。カーヴィル療養所の50周年記念祭で挨拶した写真がThe Starに掲載された。
北条民雄
北条民雄（1914-1937年）は、働く傍ら各種学校に通い、苦労した。ハンセン病患者。文学者。同人誌なども手がけた。昭和9年21歳で全生病院に入院。絶望、不安、孤独の中で文学の世界で活路を見出す。川端康成に手紙を送り真価を認められた。「間木老人」、「いのちの初夜」、「らい院受胎」など小説、随筆を発表、文壇に確固たる地位を占めた。「いのちの初夜」は第2回文学界賞をうけた。24歳で腸結核で永眠。
明石海人
明石海人（あかしかいじん、1901-1939年）は、静岡県沼津市出身でハンセン病を患いながらも「日本歌人」・「日本詩壇」・「文芸」・「短歌研究」・「水甕」などに短歌を発表した歌人である。亡くなる年の1939年にはベストセラー歌集「白描」(はくびょう)を発刊する。
村越化石
村越化石（むらこしかせき、1922年 - 2014年3月8日）は、静岡県藤枝市生まれの俳人。15歳で治療のために郷里を離れた。1941年から群馬県草津町の国立療養所栗生楽泉園で暮らす。40年前に失明した後も、妻や職員の手を借りて句作を続けた。本田一杉、大野林火に師事。角川俳句賞、蛇笏賞、詩歌文学館賞、山本健吉文学賞など。
島比呂志
島比呂志は、1918年香川県観音寺市生まれ。生物化学を専攻。1940年大陸科学院勤務。1944年東京農林専門学校（現東京農工大）助教授。1947年大島青松園入園。翌年星塚敬愛園に転園。1958年より、同人雑誌「火山地帯」を主宰。1999年社会復帰。独特の皮肉な筆遣いで小説を書いた。また、国賠訴訟を開始する切っ掛けを作った。西日本ハンセン病国賠裁判名誉原告団長。2003年3月22日逝去。享年84。
鈴木重雄
鈴木重雄（すずき しげお、1912年 - 1979年1月31日）は、日本の社会福祉活動家。宮城県出身。愛生園で自治会長を務める。1973年に故郷唐桑町の町長選挙に立候補し、らい予防法下の1970年代当時としては異例の、ハンセン病回復者の身分を明かしての社会復帰を果たした。愛生園での園名は田中 文雄（たなか ふみお）。
大谷吉継
大谷吉継。日本の戦国時代後期の武将であり、賤ヶ岳の戦いでは七本槍に匹敵する武功を挙げた。顔が爛れていたので業病といわれたがハンセン病と考えられる。石田三成と固い友情で結ばれていたと言われ、関ヶ原の戦いでは東軍有利と思いつつも、三成との友情に報いるために西軍について闘い、最後は自刃して果てた。ある時開かれた茶会において、招かれた豊臣諸将は茶碗に入った茶を、1口ずつ飲んで次の者へと渡して回し飲みを始めた。この時、吉継が口をつけた茶碗は誰もが嫌い、後の者たちは病気の感染を恐れて飲むふりをするだけであったが、石田三成だけ普段と変わりなくその茶を飲み（一説には吉継が飲む際に顔から膿が茶碗に落ちたが、三成はその膿ごと茶を飲み干したとされる）、気軽に話しかけてきたという伝承が今に伝わっている。

Joseph Pavlakis
神学を学んだ牧師である。ハンセン病を発病し、1903年に遺棄の島と指定されたギリシアのクレタ島東部に位置するスピナロンガ島に送られた。スピナロンガ島は、トルコ系の人が逃げ出し続々とハンセン病の患者が送られて悲惨な状態となっていたが、医師は来たことがなかった。Joseph Pavlakis は患者を集め建物班を作るなど組織化し、水の確保・住宅の建設を行った。その他、ダンスホールや劇場まで建設した。
塔和子
塔和子（1929年 -）は、愛媛県生まれ。1943年発病。大島青松園に入園。1961年以来詩集を26冊発行。
ボードゥアン4世
ボードゥアン4世はエルサレム王。在位1174-1185年。死去1185年。ボードゥアンが皮膚の病（感覚のないハンセン病）に冒されていることがわかり、医者に診せても治療ができないことが明らかになった。
冉伯牛
冉伯牛冉伯牛（ぜんはくぎゅう、紀元前544年 - ?）は春秋時代の儒学者。姓は冉、名は耕、字は伯牛。魯国（現：中国山東省南部）出身。『論語』では単に伯牛とも記載される。孔門十哲の一人。『論語』において、孔門十哲に関する記述（先進第十一）、もう一つは冉伯牛が重い病（ハンセン病）にかかり、窓越しに孔子の見舞いを受けた（雍也第六）記述がある。
藤本松夫
藤本は藤本事件の死刑囚。ハンセン病に罹患しているとし菊池恵楓園への入所を勧告されていたが、その逆恨みで被害者職員宅にダイナマイトをしかけた。有罪となり収容されたが脱獄。その直後被害者職員が惨殺された。熊本地裁は藤本に死刑判決を下した。控訴、3度の再審請求を行ったが、いずれも棄却された。1962年9月14日死刑執行。ハンセン病に対する偏見誤解から、裁判における手続的保障が十分でなかったとされる。
ヤショーヴァルマン1世
ヤショーヴァルマン1世（在位期間 889-910年）は、カンボジア・アンコール朝の王。碑文には名君であり優れた建設者として「獅子の男」と讃えられている。910年にハンセン病で死亡。
玉木愛子